# 227 f.Kr.

## Händelser

### Efter plats

#### Illyrien
- Drottning Teuta av Illyrien kapitulerar slutligen till de romerska styrkorna och tvingas av romarna att acceptera en vanhedrande fred. Romarna tillåter henne att fortsätta sitt styre, men begränsar henne till en smal region runt den illyriska huvudstaden Shkodra, beröver henne allt övrigt territorium och förbjuder henne att segla med beväpnade fartyg söder om Lissos strax söder om huvudstaden. De kräver också, att hon skall erlägga årlig tribut och erkänna Roms slutliga överhöghet.

#### Grekland
- Den makedoniske förmyndaren Antigonos III gifter sig med den förre kungen Demetrios II:s änka Fthia och övertar därmed den makedoniska kronan samt avsätter den unge Filip V.
- Den spartanske kungen Kleomenes III inför reformer i sitt kungarike, vilket inkluderar efterskänkandet av skulder, utdelandet av land till 4.000 medborgare och återinförandet av träning i krigskonst för ungdomar. Eforatet (fem valda magistrater, som, tillsammans med kungen, utgör statens styrande organ) avskaffas (fyra av de fem eforerna blir avrättade); Gerusian (det oligarkiska äldsterådet) får sin makt beskuren och patronomoi (de sex äldstes styrelse) introduceras. Kleomenes förändringar är ämnade att öka monarkins makt och återskapa det aristokratiska samhället, medan Spartas heloter (livegna) och perioiker (fria invånare utan medborgarskap) åsidosätts. Åttio motståndare mot reformerna skickas i exil, medan Kleomenes bror Eukleidas insätts som medregent istället för den mördade Archidamos V.
- Kleomenes III besegrar akaerna under Aratos befäl vid Lykaionberget och vid Ladokeia nära Megalopolis.

#### Romerska republiken
- Sardinien och Korsika blir en kombinerad provins. Rom utnämner och väljer årligen i framtiden två praetorer (med autokratiska konsulärbefogenheter) för denna provins och för Sicilien.
- Gaius Flaminius Nepos blir Roms förste guvernör av Sicilien.

#### Seleukiderriket
- Antiochos Hierax försöker anstifta diverse uppror mot sin bror Seleukos II i Syrien och östra delen av Seleukiderriket. Han blir dock tillfångatagen och skickas i exil till Thrakien, där han i princip får leva som fånge.